# Eilenberg-Ganea-Vermutung
Die Eilenberg-Ganea-Vermutung ist im mathematischen Teilgebiet der Algebraischen Topologie ein noch offenes Problem. Es ist benannt nach Samuel Eilenberg und Tudor Ganea, welche es im Jahr 1957 formuliert haben.

## Formulierung
Die Eilenberg-Ganea-Vermutung besagt, dass eine kohomologisch zweidimensionale Gruppe einen zweidimensionalen Eilenberg-MacLane-Raum hat. Bereits bekannt ist, dass eine Gruppe mit jeder anderen kohomologischen Dimensionen einen Eilenberg-Raum gleicher Dimension hat und eine kohomologisch zweidimensionale Gruppe zumindest einen dreidimensionalen Eilenberg-MacLane Raum.

## Fortschritte
Mladen Bestvina und Noel Brady haben im Jahr 1997 eine Gruppe konstruiert, sodass diese entweder ein Gegenbeispiel zur Eilenberg-Ganea-Vermutung ist oder ein Gegenbeispiel zur Whitehead-Vermutung existiert. Beide können daher nicht zugleich wahr sein.